# 바닷마을 다이어리
《바닷마을 다이어리》(일본어: 海街diary 우미마치 다이어리[*])는 요시다 아키미에 의한 일본의 만화이다. 2009년 제33회 코단샤 만화상 소녀 부문 수상작이다. 월간 플라워즈(쇼가쿠칸)에서 2006년 8월호부터 부정기적으로 연재되고 있다. 2018년 9권으로 완결되었다. 또한 1995년부터 1996년 까지 발표 된 요시다의 작품 "러버스 키스"의 크로스 오버 작품 이다. 제11회 문화청 미디어 예술제 만화 부문 우수상, 일본 만화 대상 2013을 수상했다.
2015년에 고레에다 히로카즈 감독에 의해 실사 영화가 개봉되었다.

## 줄거리
가마쿠라시에 사는 세 자매 앞으로 자신들이 어렸을 때 이혼하고 집을 나간 아버지의 부고 소식이 들려온다. 차녀·요시노는 15년 이상 만나지 않은 아버지의 죽음에 아무런 감정을 느끼지 못하고, 삼녀·치카도 아버지와는 추억이 거의 없어, 요시노와 같은 생각이었다. 하지만 장녀·사치의 부탁으로 장례식에 참석하기 위하여 야마가타시로 향하고, 그 곳에서 나이에 비해 당찬 중학생의 이복 동생 스즈와 처음 만난다.
이미 어머니도 잃은 스즈는 아버지와 재혼한 계모의 가족과 함께 살고 있었다. 당찬 모습이지만 감정을 보이지 않는 스즈에 장례식장에서 만난 선친의 아내는 전혀 믿음직스럽지 않았고, 요시노는 스즈의 미래에 대한 걱정에 경솔하게 스즈를 떠맡은 선친의 아내에게 불신감을 품는다.
동생들과는 달리 어린 시절 좋지 않은 기억이 남아있는 사치는 아버지를 용서하지 못해 야근을 핑계로 장례식에는 불참 할 생각이었지만, 여동생들로부터의 메일로 사정을 알게 되고 철야로 서둘러 급히 장례식에 참석한다. 장례식에 돌아오는 길에 스즈는 사치와 마주치고 선친의 일에 대한 감사의 말을 할 수 있어 참고 있던 감정이 폭발하고 통곡한다.
사치는 그런 스즈에 "가마쿠라에 와서 함께 살자"고 권유하고 스즈는 흔쾌히 수락한다. 그리고 49일제를 마친 다음 주에 아버지를 잃은 야마가타를 떠난 스즈는 가마쿠라에 언니들이 사는 단독 주택으로 이사를 오게 된다. "네 자매"가 된 이복 동생을 맞이한 코다 가의 새로운 공동 생활이 시작된다.

## 등장 인물
- 코다 사치 (香田幸)

장녀. 이야기 시작할 때 29세. 외모는 흑발 쇼트 헤어. 가마쿠라 시민 병원의 내과 병동에 근무하는 간호사이다.
통칭 : 사치. 아버지를 잃고 초췌해진 이복 여동생 스즈를 걱정해 가마쿠라에서 함께 살것을 권유한다. 고지식하고 의연한 성격은 교사였던 외할머니를 닮아서 이혼 직후 남자와 집을 나간 친모·미야코와는 성격이 맞지 않았다. 3년간 시이나 카즈야와 불륜 관계였지만, 그와 보스턴 행의 권유를 거절하면서 불륜에 종지부를 찍었다. 이후 사장에 타진되고 있던 완화 간호 병동으로 이동해 주임으로 승진한다. 술주정으로 데이트 상대와 잘 되지 않으면 과일을 대량으로 사 오는 경향이 있다.
- 코다 요시노 (香田佳乃)

차녀. 이야기 시작할 때 22세. 외모는 파마를 한 중간 길이. 전문대 졸업 후 현지 신용 금고에서 일하는 OL(오피스 여직원)이다.
통칭 : 요짱. 직업 상 돈에 대해 엄격하지만 그 반면, 술버릇과 남자 운이 없고, 예전 호스트에 100만엔을 헌상 한 바 있다. ("러버스 키스"의 1년 이전) 후지이 토모아키와 교제하고 있었지만, 그에게는 외국계 기업에서 일하고 있다고 거짓말을 하였고 나중에는 서로의 비밀이 폭로 되면서 관계에 종지부를 찍는다. 그 이후에는 남자와 인연이 없고 즐거움은 술밖에 없다. 언니 사치와는 사사건건 충돌한다.
- 코다 치카 (香田千佳)

삼녀. 이야기 시작할 때 19세. 처음에는 흑발에 묶음 머리였지만, 아버지의 장례식 전날 아프로 헤어로 바꿨다. 스포츠 용품점 "스포츠 맥스" 후지사와 점에서 근무하고 있다. 행동은 전대 미문하고 가장 요령이 없는 성격이다. 회사가 후원을 하고 있는 인연으로 지역 축구 클럽 쇼난 옥토퍼스 멤버들과 안면이 있다. 스즈와 특히 사이가 좋고, 자신과 나이가 비슷한 그녀를 걱정하고 옥토퍼스에 입단을 권한다.
- 아사노 스즈 (浅野すず)

이복 여동생. 야마가타를 떠난 후 코다 가에서 살게 되면서 "네 자매" 이야기 시작할 때 13세. 외모는 흑발 쇼트 헤어와 검은 사마귀점이 있다.
본편의 주인공. 코다 가의 데릴 사위였던 아버지와 불륜 관계였던 어머니가 가마쿠라에서 함께 도망 친 후에 태어났다. 어머니가 돌아가시기까지 센다이에 있으며, 전국 대회에서 우승 경험이 있는 명문 축구 주니어 팀에서 주전이었다. 아버지의 장례식에서 첫 안면을 한 코다 세 자매에 이끌려, 야마가타에서 가마쿠라로 이사 온다. 가메가야 중학교로 전학해, 치카의 권유로 쇼난 옥토퍼스에 입단하여 본래의 활발 함을 되찾아 간다.
기본적으로 적극적이고 밝은, 착실한 사람의 소녀이다. 부모와 자신의 출생에 대해 미안함을 느끼고, 코다 가에서 특히 친어머니 키와코의 이야기를 피하고 있었다. 코다 가에 한 통의 전화가 걸려오는데 전화를 건 사람은 다름 아닌 스즈의 이모 토와코. 스즈를 찾아 헤맸다는 그녀는 스즈를 만나러 네 자매의 집으로 오겠다는 뜻을 전한다. 스즈는 생각지도 못한 이모의 등장으로 당황한다.

### 쇼난 옥토퍼스
- 타다 유야 (多田裕也)

쇼난 옥토퍼스 주니어의 에이스로 주장이었지만, 주로 잘 쓰는 다리의 오른발 정강이에 악성 종양으로 오른발 무릎 아래를 절단했다. 재활 후 의족으로 팀에 복귀했다. 등번호는 10. 가메가야 중학교 2학년 때 스즈의 클래스 메이트가 된다. 아버지를 일찍 여의고 있어 어머니와 생활하는 집안의 경제 상황은 좋지 않다. 스즈와 미호에게 마음을 전해지고 있었지만, 3권에서 그녀의 일이 발각. 스마트한 배려가 능숙하게 보이지만 실은 매우 둔감하다.
- 오자키 후타 (尾崎風太)

스즈의 클래스 메이트이자, 쇼난 옥토퍼스 팀원이다. 등번호는 18. 머리는 삭발. 집은 주점(술집)을 하는 대가족이다. 유야의 발병에 의해 주장을 물려 받았다. 스즈를 좋아하지만 고백하지 못하고 있다. 그런 미적지근한 태도를 눈치 챈 친구들의 도움으로, 스즈과의 교제를 시작한다. 본인에게 자각은 없지만, 관찰력이 뛰어나다. "러버스 키스"의 주인공 중 한 명인 오자키 미키의 동생.
- 오카다 마사시 (緒方将志)

스즈의 클래스 메이트이자, 쇼난 옥토퍼스의 포지션은 포워드이다. 등번호 7. 초등학교까지 오사카에 있었지만, 샐러리맨 아버지의 전근으로 가마쿠라로 이사를 왔다. 흥분하면 칸사이 사투리를 속사포로 내뱉고 입이 가볍고 급한 성격으로 분위기 파악을 못한다. "러버스 키스"의 주인공 중 한 명인 오가타 아츠시의 남동생.
- 사카시타 미호 (坂下美帆)

후지사와 여자 학원에 다니는 중학생, 스즈와 같은 학년의 쇼난 옥토퍼스 주전 골키퍼이다.
통칭 : 미포린. 유야를 좋아하고 있어, 고백 했지만 거절 당한 이후는 마음을 닫아버렸다. 어항의 어부의 집안에서 자란 네 남매의 막내로, 둘째 오빠·미나미는 옥토퍼스 주니어의 1기생이었다. 첫째 오빠는 요시노 상사.
- 이노우에 아스유키 (井上泰之)

쇼난 옥토퍼스 유소년 감독이다. 시민 병원의 재활 의학과에 근무하는 물리 치료사이다.
통칭 : 야스. 스즈를 통해 시민 병원에서 일하는 사치와 알게 되면서 그녀에게 좋아하는 감정을 갖게 된다. 오자키 미츠요시의 대학 후배로 오자키 주점의 단골 손님.

### 가마쿠라의 지인·동료
- 후지이 토모아키 (藤井朋章)

"러버스 키스"의 주인공 중 한 명. 카마쿠라 고등학교에 다니는 고교생이다. 제1화 등장시에는 고등학교 2학년부터 요시노와 교제중에 있었지만, 요시노에게 대학생이라고 거짓말을 하고 있었다. 이 시기는 이나무라의 서프 숍에서 아르바이트를 하면서 저렴한 월세의 낡은 아파트에서 독신 생활을 하고 있었다. 오가사와라에서 다이빙 숍을 경영하고 있는 이모·미사코는 사치의 옛 동료. 나쁜 소문이 끊이지 않지만, 복잡한 가정 환경에서 자란 사람의 스즈와 공감을 나눈다. 제4화까지 등장.
- 하마다 산조 (浜田三蔵)

치카의 근무처·스포츠 맥스 후지사와 점의 점장이다. 헤어 스타일은 아프로 헤어. 치카가 헤어 스타일을 바꾼 것은 점장과 커플 스타일로 맞추기 위해서이다. 등산이 취미로 과거에는 히말리야의 마나슬루 등정에 성공했다. 등산 중 조난을 당해 동상으로 발가락을 3개나 잃었다. 이노우에 야스유키의 대학 시절 선배.
- 오자키 미츠요시 (尾崎光良)

오자키 후타의 동생. "러버스 키스"에도 등장하는 오자키 주점의 3대째 점주이다. 여동생은 "러버스 키스"의 주인공 중 한 명인 오자키 미키이다. 직업 상 후지이 가에 출입이 있는 관계로 후지이 토모야키와도 개인적으로 친하다. 오자키 주점의 웹 사이트에서 술 애호가 모임의 "가마쿠라 7명의 취객"을 주재하고 있다. 대학 진학 후, 가업을 이어 받았고 고등학교 시절부터 연인 관계의 하루에와 결혼했다.
- 시이나 카즈야 (椎名和也)

시민 병원의 소아과 의사이다. 소아암에 전문의이자, 유야의 주치의. 정신병을 가진 아내와 별거 중으로 사치와 3년간 불륜 관계에 있었다. 보스턴 행을 계기로 이혼을 결심하고, 사치와의 관계에 종지부를 찍는다. 스즈에는 "사슴 선생님"이라고 불린다.
- 타다노 (高野)

사치의 상사. 내과 및 완화 간호병동의 사장이다.
- 아라이 (アライ)

행복의 동료 간호사이다. 막무가내의 행동으로 동료에게 폐를 끼치고 있지만, 환자의 신뢰는 두텁다. 사치와 함께 완화 간호병동에 이동했다. 극중에서는 한번도 얼굴이 등장하지 않고, 뒷모습도 손에 꼽을 정도로 그려져 있지 않다.
- 사카시타 (坂下)

미호의 첫째 오빠. 요시노 상사의 계장이다. 시중 은행에서 현지 신용 금고로 전직 한 경력을 가지고 있다. 현재는 요시노와 협력 외근을 하고 있다. 오자키 주점의 단골 손님이다.
- 니노미야 사치코 (二ノ宮幸子)

일반적인 음식점의 "바다 고양이 식당"의 점주이다. 오가타 마사시의 가족과는 가족 같이 가까운 관계이다. 어머니가 사망하고 6개월 후 자신도 말기암을 앓고 사치가 근무한 완화 병동에서 사망했다.
- 후쿠다 센이치 (福田仙一)

다방 "야마네코테이" 가게 주인이다. 니노미야의 친구로 "바다 고양이 식당"의 조리법을 인수했다. 오자키 주점의 단골 손님. 간사이 출신으로 입은 아주 거칠치만, 배려심이 깊다.
- 오가타 미도리 (緒方ミドリ)

마사시의 어머니. "바다 고양이 식당"의 교대 점원이다. 바다 고양이 식당이 니노미야의 사망으로 폐점한 후에는 "야마네코테이"의 심부름을 하고 있다.

### 그 외 인물
- 미야코 (都)

코다 자매의 친어머니. 남편과 이혼 한 뒤 서둘러 남자를 만나 집을 나갔다. 그로 인해 서먹한 관계의 장녀 사치와는 만날 때마다 충돌하고 작은 딸들의 빈축을 사고 있다. 스즈가 거두어진 뒤 코다 자매의 할머니가 돌아가신 7주기에 실수로 집을 팔아 맨션에서 나갈 처지가 되어 큰 싸움이 되었다.
- 아사노 (浅野)

스즈와 코다 자매의 아버지. 코다 집안의 데릴사위였지만, 스즈의 어머니 키와코와 사랑의 도피 끝에 이혼하고 센다이에 살며 그녀가 죽은 슬픔에서 도망 치듯 야마가타로 이동해 요코와 다시 결혼했다. 야마가타의 카지카자와 온천 여관 "아즈마야"에서 일하던 중, 말기 위암으로 사망한다.
- 아사노 키와코 (浅野季和子)

스즈의 어머니. 원래 성은 "키타가와". 아사노와 불륜 관계에 빠져 쌍방으로 집을 버리고 친정과는 스스로 인연을 끊었으며, 생활비에 보탬을 주고자 돈을 전달하려 한 어머니도 사절한다. 코다 자매의 어머니와 딸들에게도 아사노을 빼앗아 죄송하다고 생각하지만, 스즈를 남겨놓고 지주막하출혈로 인해 사망한다.
- 요코 (陽子)

코다 자매의 아버지의 재혼 상대. 전 남편의 DV 상담(폭력)에 가까운 친척의 코다 자매의 아버지와 재혼했기 때문에 잠시 동안 스즈의 의붓 어머니이었다. 남편 (코다 자매의 아버지)의 사망 이후, 그 1주년 전에 다른 남자와 결혼하여 요네자와로 옮겨 살았다. 어린 시절 부모님을 사고로 잃은 후 삼촌 부부에게 제멋대로 버릇없이 키워져 정신적으로 저항력이 약하고, 이웃에게 입이 거칠고 남의 험담하기를 좋아하고 "남자가 좋아"라고 말해지며 조금도 느긋함이 없다.
- 카즈키 (和樹)

요코의 의붓 아들. 이야기 시작할 때 초등학교 2학년. 어머니가 스즈의 아버지와 재혼했기 때문에 잠시 동안 스즈와 남매였다. 의붓 아버지의 죽음과 이복 남매·스즈가 떠난 후 1년 동안 여러번 결혼 한 어머니의 상대에 정을 주지 못하고, 거주지를 요네자와로 옮긴 어머니와 동생 토모키와 헤어져 자식이 없는 삼촌·이이다 부부의 양아들이 되었다.
- 키타가와 토와코 (北川十和子)

스즈의 생모·키와코의 여동생이자, 스즈의 이모. 나이는 사치보다 약간 많은 35세 (5권 시점). 친가는 가나자와의 포목 도매상을 하고 있다. 자신의 어머니 (스즈의 할머니)가 사망하고 손녀의 예금 통장을 두고 있었다는 것을 알고, 스즈의 소식을 찾고 있었다.
- 키타가와 나오토 (北川直人)

키와코의 오빠 "오우기야"의 사장·마사토와 그의 아내 사토미의 아들로 스즈의 사촌이다. 심장 장애를 안고 생후 1주일에 타계 한 여동생이 있다. 현립 예술대학 3학년.

## 극중 등장하는 명소

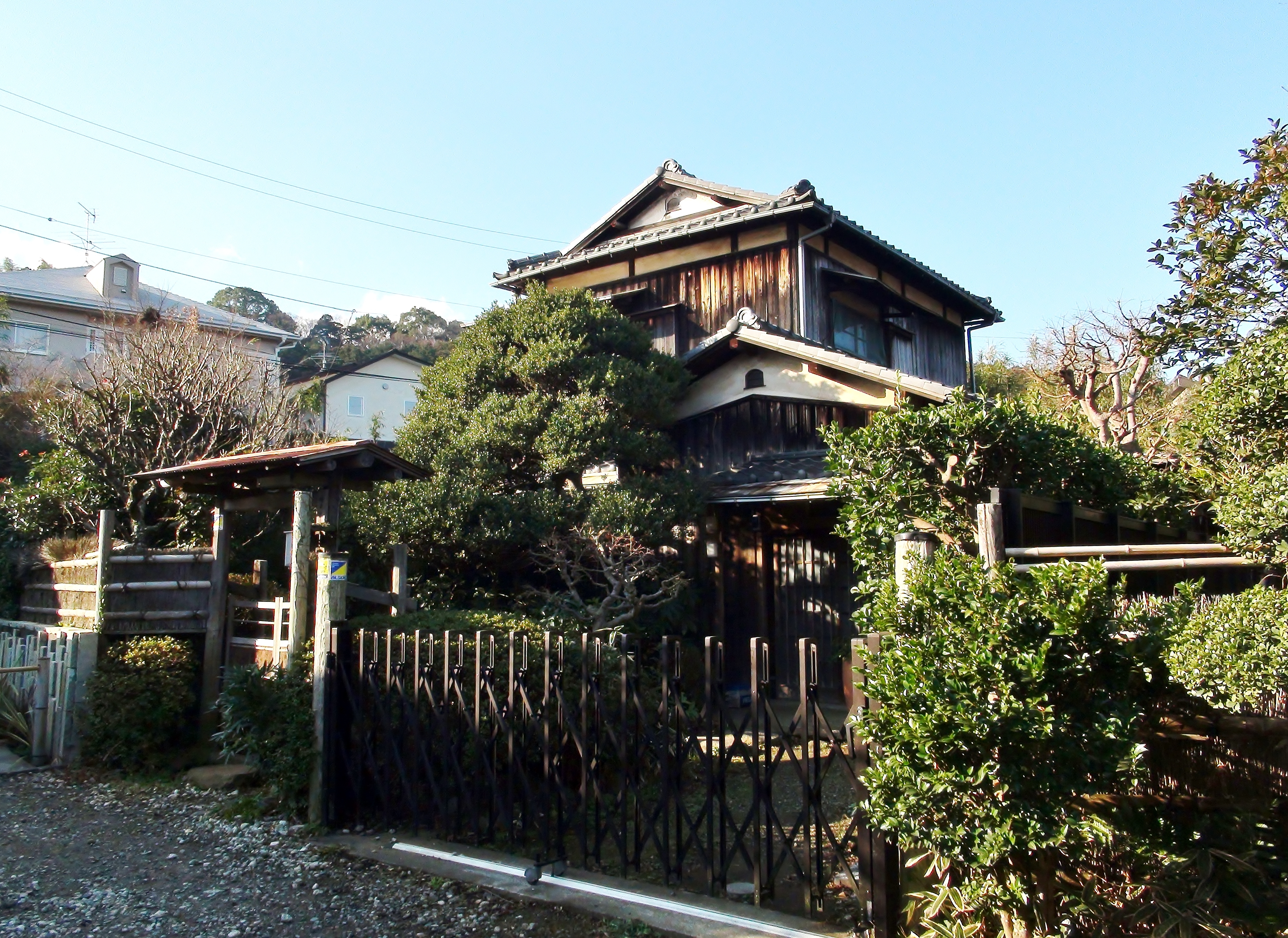
배경이 된 가마쿠라시 모처의 일본 가옥. 2016년 1월 24일 촬영

- 에노시마 전철 - 하세 역, 고쿠라쿠지 역
- 이나무라가사키
- 사스케이나리 신사
- 니카이도
- 즈이센지
- 기마구라구
- 코시고에
- 고료 신사
- 코시고에 어항
- 에노섬
- 고쿠라쿠지 자카 키리도오시
- 코우 묘지
- 고토쿠인

## 문헌 정보
요시다 아키미 《바닷마을 diary》쇼가쿠칸 <flowers 코믹스> 간행 5권 (2012년 12월 현재)
- 1. 《매미 울음 소리 그칠 무렵》 2007년 4월 26일 출시 ISBN 978-4-09-167025-0

「메미 울음 소리 그칠 무렵 「사스케의 여우」 「니카이도 악마」수록
- 2. 《한낮에 뜬 달》 2008년 10월 10일 출시 ISBN 978-4-09-167037-3

「카테이자」 「후타리 시즈카」 「벚꽃의 만개의 아래」 「한낮의 달」수록
- 3. 《햇살이 비치는 언덕길》 2010년 2월 10일 출시 ISBN 978-4-09-167040-3

「추억 반딧불」 「누군가에게 우러러 보는 불꽃 축제 「햇살이 비치는 언덕길」 「멈춘 시계」수록
- 4. 《돌아갈 수 없는 두 사람》 2011년 8월 10일 출시 ISBN 978-4-09-167048-9

「돌아갈 수 없는 두 사람」 「히말라야의 학」 「성탄 전야에 눈 내리는」 「맛있는 밥」수록
- 5. 《남빛》 2012년 12월 10일 출시 ISBN 978-4-09-167053-3

「오히간 손님」 「비밀」 「남빛」 「좋아하기 때문에」수록
- 「스즈짱의 가마쿠라 산책」(2008년 10월 8일 출시 ISBN 978-4-09-179028-6) - 무대가 된 가마쿠라 소개 책